# ریویچی کاواکاتسو
ریویچی کاواکاتسو (به انگلیسی: Ryoichi Kawakatsu) بازیکن فوتبال اهل ژاپن و عضو تیم ملی فوتبال ژاپن است که در تاریخ ۰۸ فوریه ۱۹۸۱ میلادی اولین بازی ملی‌اش را انجام داد. او در ۱۳ بازی ملی حضور داشت و آخرین بازی ملی خود را در تاریخ ۱۸ ژوئیه ۱۹۸۲ میلادی انجام داد. ریویچی کاواکاتسو در بازی‌های ملی‌اش
گلی به ثمر نرساند.